# Geoffrey Su'a
Geoffrey Su'a (29 ottobre 1987) è un calciatore samoano americano, di ruolo difensore.